# Stadtwerke Duisburg
Die Stadtwerke Duisburg AG ist ein Energie-Dienstleistungsunternehmen, das Duisburg seit ihrer Gründung 1854 mit Strom, Gas, Wasser und Fernwärme versorgt.

## Geschichte
Seit 1971 gehören die Stadtwerke Duisburg AG mit rund 30 weiteren Gesellschaften zum Konzern der DVV Duisburger Versorgungs- und Verkehrsgesellschaft mbH, die 80 % der Anteile hält. 20 % gehören der RheinEnergie AG.
2019 lieferte das Unternehmen 32,4 Millionen m³ Wasser, etwa 2 Milliarden Kilowattstunden Gas und rund 998 Millionen Kilowattstunden Strom sowie 836,1 Millionen Kilowattstunden Fernwärme.

## Standorte
Die Stadtwerke Duisburg AG unterhält ein Gaskraftwerk in Duisburg-Wanheim, das 279 Megawatt elektrische und 255 Megawatt thermische Leistung erzeugt. Des Weiteren betreibt sie zwei Wasserpumpwerke im Düsseldorfer Stadtgebiet, zum einen in Bockum mit einer Fördermenge von 7.658.680 m³/Jahr und zum anderen in Wittlaer mit einer Fördermenge von 8.677.935 m³/Jahr, sowie mehrere Umspannwerke und Trafostationen im gesamten Stadtgebiet.